# Кубсат
Кубсат (англ. CubeSat ← cube + satellite) — формат малых (сверхмалых) искусственных спутников Земли для исследования космоса, имеющих габариты 10×10×10 см при массе не более 1,33 кг. Создание кубсатов стало возможным благодаря развитию микроминиатюризации и использовании общепромышленной микроэлектроники для создания космических спутников. После появления формата кубсат появился ещё более малый формат покеткуб (англ. PocketCube букв. «карманный куб») весом до 250 г и размером 5×5×5 см (этот размер обозначается как 1p).
Кубсаты обычно используют шасси-каркас спецификации CubeSat и покупные стандартные комплектующие — COTS-электронику и прочие узлы. Спецификации CubeSat были разработаны в 1999 году Калифорнийским политехническим и Стэнфордским университетами, чтобы упростить создание сверхмалых спутников. Большую часть спутников CubeSat разработали университеты, но крупные компании, например, Boeing, также спроектировали спутники типа CubeSat. Также формат CubeSat используется для создания частных и радиолюбительских спутников, а формат покеткуб сделал возможным запуск спутников даже отдельными частными лицами.
Формат кубсат сделал широким распространение университетских спутников; для унификации и координации существует всемирная межуниверситетская программа запуска кубсатов.
Кубсаты имеют стоимость выведения до нескольких десятков тысяч долларов, а покеткубы — до нескольких тысяч долларов.
Кубсаты выводятся, как правило, сразу по несколько (до 70) единиц либо посредством ракет-носителей, либо с борта пилотируемых и автоматических грузовых космических кораблей и орбитальных станций. Несколько компаний предоставляют услуги по выводу кубсатов на орбиту, в частности, ISC Kosmotras и Eurockot. Для размещения на ракете-носителе, космическом корабле или орбитальной станции, запуска и разведения кубсатов американские, итальянские, японские компании разработали многоместные контейнеры-платформы, в том числе с револьверным выводом на орбиту. Также для вывода кубсатов разрабатываются сверхмалые ракеты-носители.
Некоторые кубсаты стали первыми национальными спутниками своих стран.

## Спецификации

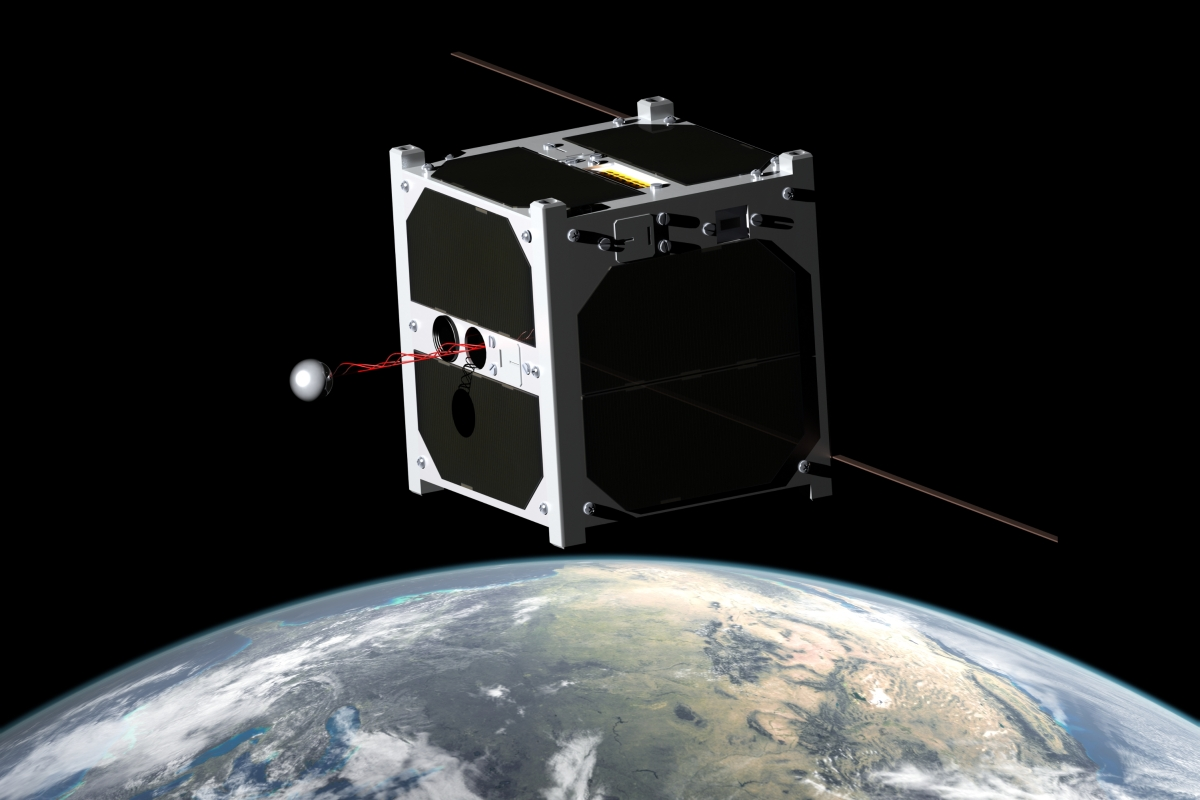
ESTCube-1 — первый эстонский спутник и первый в мире спутник, использующий электрический парус

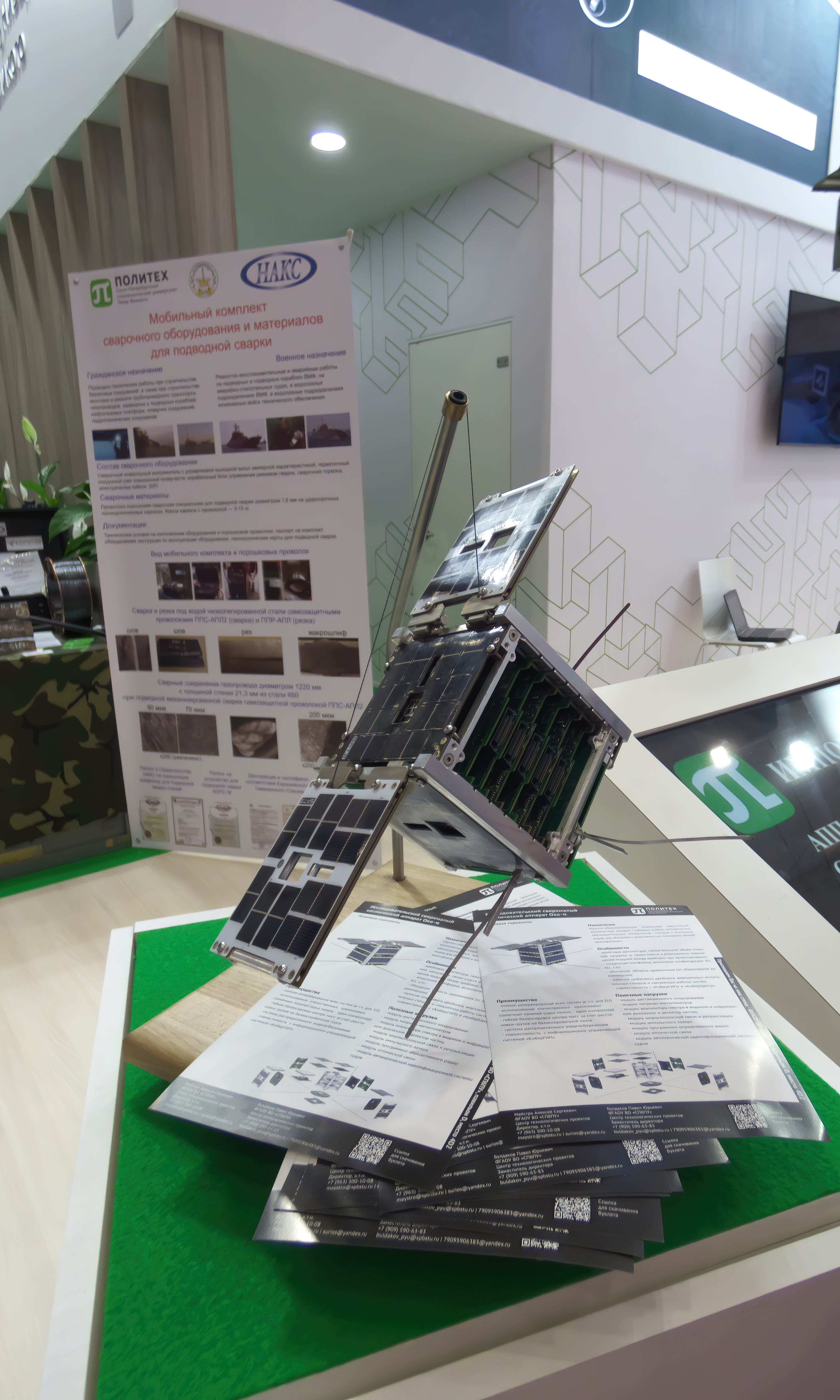
Кубсат «Око-π» разработки Политехнического университета

Термином «CubeSat» обозначаются наноспутники, удовлетворяющие спецификациям стандарта, созданному под руководством профессора Боба Твиггса (факультет аэронавтики и астронавтики, Стэнфорд). Базовый размер стандарта, называемый 1U, составляет 10×10×10 см при весе не более 1,33 кг. Спутники запускаются при помощи различных модулей, например Poly-PicoSatellite Orbital Deployer (P-POD). Стандарт допускает объединение 2 или 3 стандартных кубов в составе одного спутника: обозначаются 2U и 3U с размерами 10×10×20 или 10×10×30 см. Один P-POD имеет размеры, достаточные для запуска трёх спутников 10×10×10 см или меньшего количества, общим размером не более 3U.
На 2004 год спутники в формате CubeSat могли быть изготовлены и запущены на околоземную орбиту за 65−80 тысяч долларов. На 2012 год типичная стоимость запуска CubeSat оценивалась в 40 тысяч долларов (иногда доходя до 80 тыс. $, хотя NASA заявило и о возможности запуска за 20 тысяч $). Несколько покеткубов могут компоноваться и запускаться в контейнерном месте и по цене одного кубсата, то есть за несколько тысяч долларов каждый. Столь низкая стоимость и унификация платформ и комплектующих позволяет разрабатывать и запускать кубсаты университетам и даже школам, небольшим частным компаниям и любительским объединениям, а покеткубы — частным лицам.
Большинство CubeSat имеют один или два научных прибора, некоторые имеют небольшие выдвижные антенны и поверхностные или распахивающиеся солнечные батареи.

## Биологические кубсаты
С 2006 по 2022 год NASA Ames разработало и запустило серию биологических спутников CubeSat, включая GeneSat-1, PharmaSat, O/OREOS, SporeSat, EcAMSat, DIDO-2 и DIDO-3 для изучения различных биологических процессов в условиях космоса, таких как экспрессия генов и устойчивость к антибиотикам.  16 ноября 2022 года в рамках миссии Artemis 1 был запущен BioSentinel –  6U CubeSat (спутник, состоящий из шести модулей), первый биологический аппарат для экспериментов в глубоком космосе, оснащенный 288 микроячейками для изучения влияния космической радиации на ДНК дрожжей Saccharomyces cerevisiae.